# Lord-lieutenant des Orcades
Ceci est une liste de personnes qui ont servi comme lord-lieutenant des Orcades.
- Patrick Neale Sutherland Graeme 8 avril 1948 – 26 septembre 1958
- Robert Scarth 15 janvier 1959 – 18 mai 1966
- Col Henry William Scart of Breckness 29 juillet 1966 – 19 mai 1972
- Col Sir Robert Macrae 2 août 1972 – 1990
- Brig Malcolm Dennison 26 avril 1990 – 30 août 1996
- George Marwick 28 avril 1997 – 2007
- Anthony Trickett 12 mars 2007[1] – 2013
- James William Spence 18 février 2014 -présent